# La Loi de la mer
La Loi de la mer (Law of the Sea) est un film américain en noir et blanc réalisé par Otto Brower, réalisé en 1931, sorti en 1932.

## Synopsis
En 1912, le navire du capitaine Len Andrews fait naufrage au cours d'une tempête en mer. Sa femme Jane, son fils Cole, son compagnon de bord Bill et lui-même s'échappent de justesse dans un canot de sauvetage. Ils sont secourus par une goélette commandée par Marty Drake. Ce denier n'agit pas que par pure humanité, il a des vues sur Jane.

## Fiche technique
- Réalisation : Otto Brower
- Scénario et adaptation : : Lee Chadwick / Dialogues : Paul Jones
- Décors : E.R. Dickson
- Photographie : Archie Stout
- Montage : Carl Pierson
- Production : Isaac E. Chadwick
- Société de production : Chadwick Pictures
- Société de distribution : Monogram Pictures
- Pays États-Unis
- Format : 35 mm, 1,37.1, Noir et blanc, Son mono
- Genre : Drame
- Durée : 60 minutes
- Date de sortie : 
  - USA : 16 août 1932
  - Frace : 9 novembre 1934

## Distribution
- William Farnum : le capitaine Len Andrews
- Rex Bell : Cole Andrews adulte
- Sally Blane : Betty Merton
- Ralph Ince : le capitaine Marty Drake
- Priscilla Dean : Jane Andrews
- Eve Southern : Estell
- Wally Albright : Cole Andrews enfant